# Moulin Westmolen
Le moulin Westmolen, moulin de l'ouest en Flamand, est situé sur le territoire de la commune de Naours, dans le département de la Somme, il se trouve  dans le domaine de la Cité souterraine de Naours.

## Historique
Il existait jusqu'au XVIIe siècle des moulins situés sur la colline du Guet qui domine le village de Naours. Outre leur fonction économique, ces moulins 
permettaient d'observer les alentours et de donner l'alerte en cas de danger. Les moulins disparurent au cours de la guerre de Trente Ans, au XVIIe siècle.
Le Moulin de Westmolen fut construit en 1795 à Stavele, en Belgique. Le propriétaire de la Cité souterraine de Naours acheta ce moulin dans les années 1960, le fit démonter puis remonter sur la colline du Guet à Naours. Le moulin Westmolen est protégé au titre des monuments historiques : inscription par arrêté du 30 mars 1976.

## Caractéristiques
Le moulin « Westmolen » est un moulin à pivot, construit en bois. Il provient de Stavele, dans la province de Flandre-Occidentale, en Belgique. Il n'est plus en état de fonctionner. On ne peut voir que l'extérieur.